# طاقة متجددة

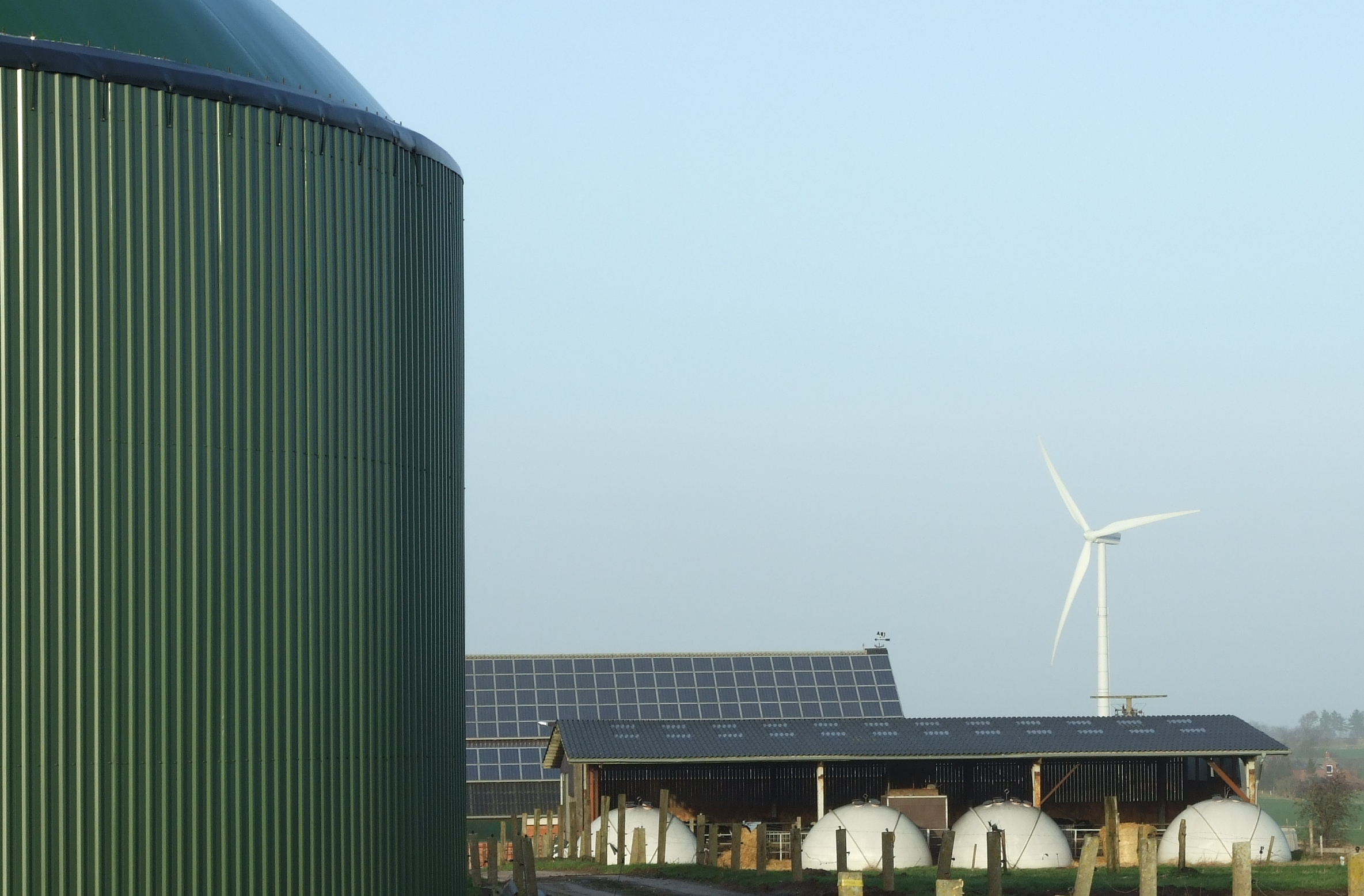
غاز حيوي وألواح كهروضوئية وعنفة رياح.

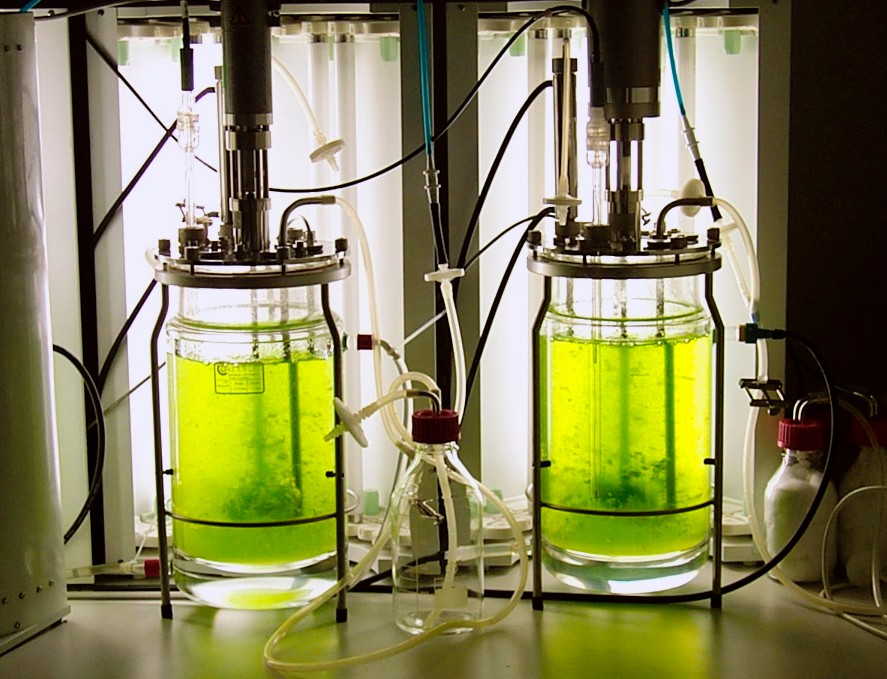
مفاعل حيوي يستعمل الطحالب.

الطّاقة المتجددة هي الطّاقة المُستَمّدة من الموارد الطبيعية التي لا تنفذ وتتجدد باستمرار، مثل الرياح والمياه والشمس المتوفرة في معظم دول العالم، كما يمكن إنتاجها من حركة الأمواج والمد والجزر أو من طاقة حرارية أرضية وابتكارات أخرى. وتختلف الطاقة المتجددة أساسا عن الوقود الأحفوري من بترول وفحم وغاز الطبيعي، فلا يصدر عن الطّاقة المتجددة عادةً مخلّفات الوقود الأحفوري الضارّة للبيئة مثل تلك المؤدية لزيادة الاحتباس الحراري كثنائي أكسيد الكربون (CO2)؛ باستثناء استخدام الوقود الحيوي لتوليد الطاقة من مواد نباتية، حيث أنه بالرغم من أن مخلفاتها تزيد الاحتباس الحراري إلا أنها يمكن أن تكون مستدامة، فيعتبرها كل من الاتحاد الأوروبي والأمم المتحدة طاقةً متجددة. كما أن الطاقة المتجددة لا تشمل استخدام الوقود النووي بسبب المخلفات الذرية الضّارة النّاتجة عن المفاعلات النوويّة.
حالياً أكثر إنتاج للطّاقة المتجددة يـُنتج في محطات القوى الكهرمائية بواسطة السّدود العظيمة، أينما وجدت الأماكن المناسبة لبنائها على الأنهار ومساقط المياه. وتستخدم تقنيات توليد الطاقة التي تعتمد على الرياح والطّاقة الشمسيّة على نطاق واسع في البلدان المتقدّمة وبعض البلدان النّامية؛ فمؤخرا أصبحت وسائل إنتاج الكهرباء باستخدام مصادر الطّاقة المتجددة أمرا مألوفاً، وهناك بلدان عديدة وضعت خططاً لزيادة نسبة إنتاجها للطّاقة المتجددة بحيث تغطي احتياجاتها من الطّاقة بنسبة 20% من استهلاكها عام 2020. إتّفق معظم رؤساء الدّول على مواجهة الاحترار العالمي، عبر الحد من إنبعاث الغازات الدفيئة في الغلاف الجوي في الأعوام القادمة، تبعا لبروتوكول كيوتو وذلك لتجنب التّهديدات الرئيسيّة لتغيّر المناخ بسبب التلوث واستنفاد الوقود الأحفوري، بالإضافة للمخاطر الاجتماعية والسّياسية للوقود الأحفوري والطّاقة النووية.
يمكن قراءة إنتاج الطاقة المتجددة بعدة طرق، فبحسب حجم الطاقة التي تنتجها البلدان بالتناسب مع عدد سكانها، فإن الدول الاسكندينافية بالإضافة إلى أيسلندا وكندا ونيوزيلندا تحتل صدارة الدول المستخدمة للطاقة المتجددة، كما تسارع نمو استخدام الطاقة المتجددة في الدول الناطقة بالألمانية في الألفينات، وبين الاقتصادات العالمية الكبرى تحتل ألمانيا الصدارة بحجم الطاقة المتجددة التي تنتجها بالتناسب مع عدد سكانها،  وتحل ثالثة في مجمل الطاقة المتجددة المُنتجة بعد الصين والولايات المتحدة الأمريكية.
يزداد مؤخراً ما يعرف باسم تجارة الطاقة المتجددة الّتي هي نوع من الأعمال التي تتدخّل في تحويل الطّاقات المتجددة إلى مصادر للدخل والتّرويج لها، والّتي على الرغم من وجود الكثير من العوائق غير اللاتقنية الّتي تمنع انتشار الطّاقات المتجددة بشكل واسع مثل الكلفة المبدئية العالية للاستثمارات وغيرها، إلا أن ما يقارب 65 دولة تخطّط للاستثمار في الطّاقات المتجددة، وعملت على وضع السّياسات اللّازمة لتطوير وتشجيع الاستثمار في الطّاقات المتجددة، مثل التحفيز المالي وتعرفة التغذية الكهربائية. بالرغم من ازدياد الاهتمام بالطاقة المتجددة في السنوات الأخيرة في دول الشرق الأوسط، وتراجع أسعار النفط، إلا أن الاستثمار في الطاقة المتجددة في الدول العربية تراجع بنسبة 8٪ في السنتين الأخيرتين، برغم مبادرات تقوم به الدول النفطية في الخليج العربي وخاصة المملكة العربية السعودية حيث بدأ القطاع الخاص السعودي بضخ مبالغ كبيرة للاستثمار في قطاع الطاقة المتجددة. ولكن المفارقة أن أكثر ثلاثة أسواق للطاقة المتجددة نشاطًا في شمال إفريقيا والشرق الأوسط هي المغرب ومصر والأردن، بأكثر من 15 مليار دولار في السنوات من 2015 وحتى 2019.

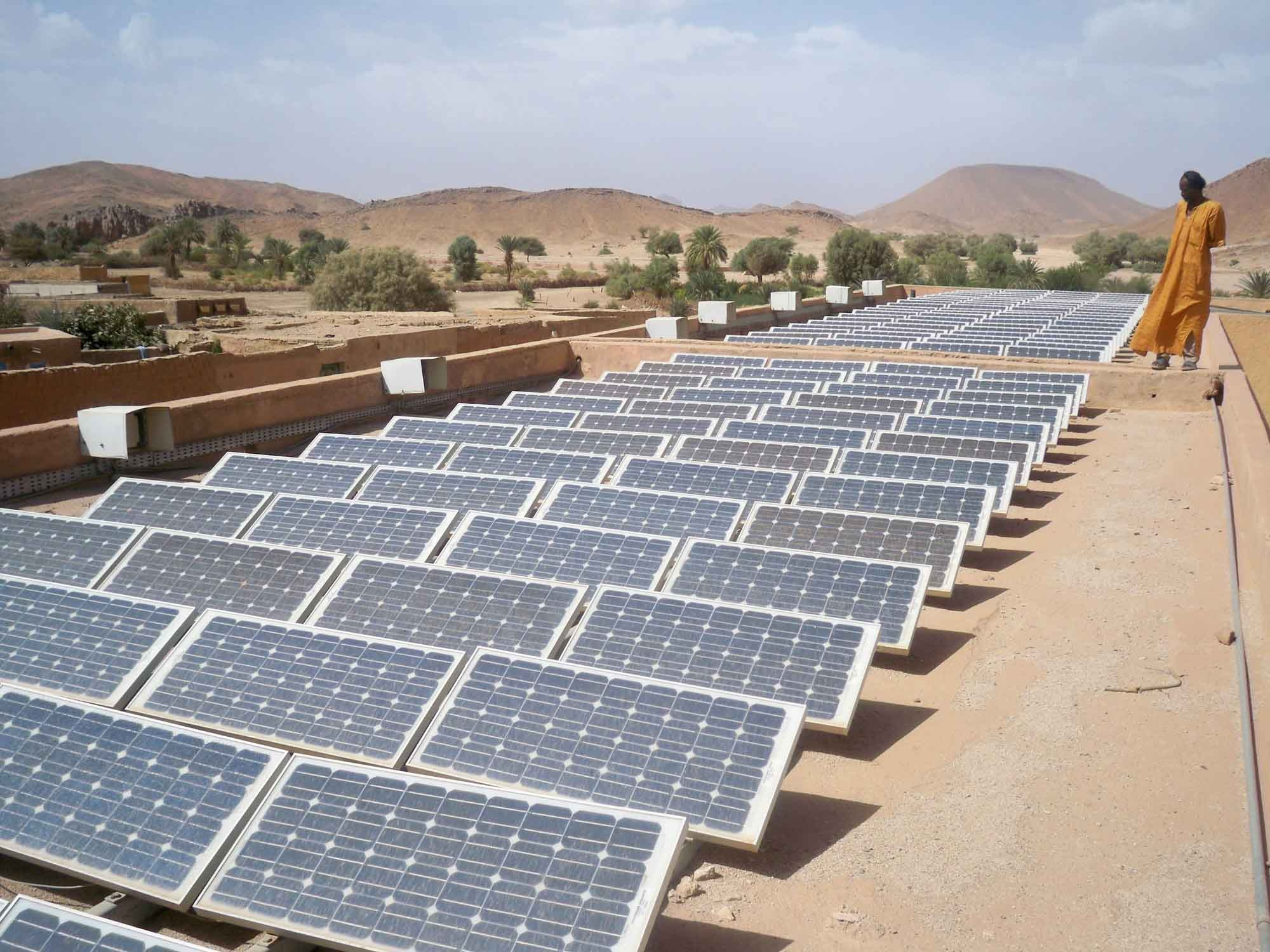
لوحات الطاقة الشمسية بالصحراء الجزائرية

## الطاقة الشمسية

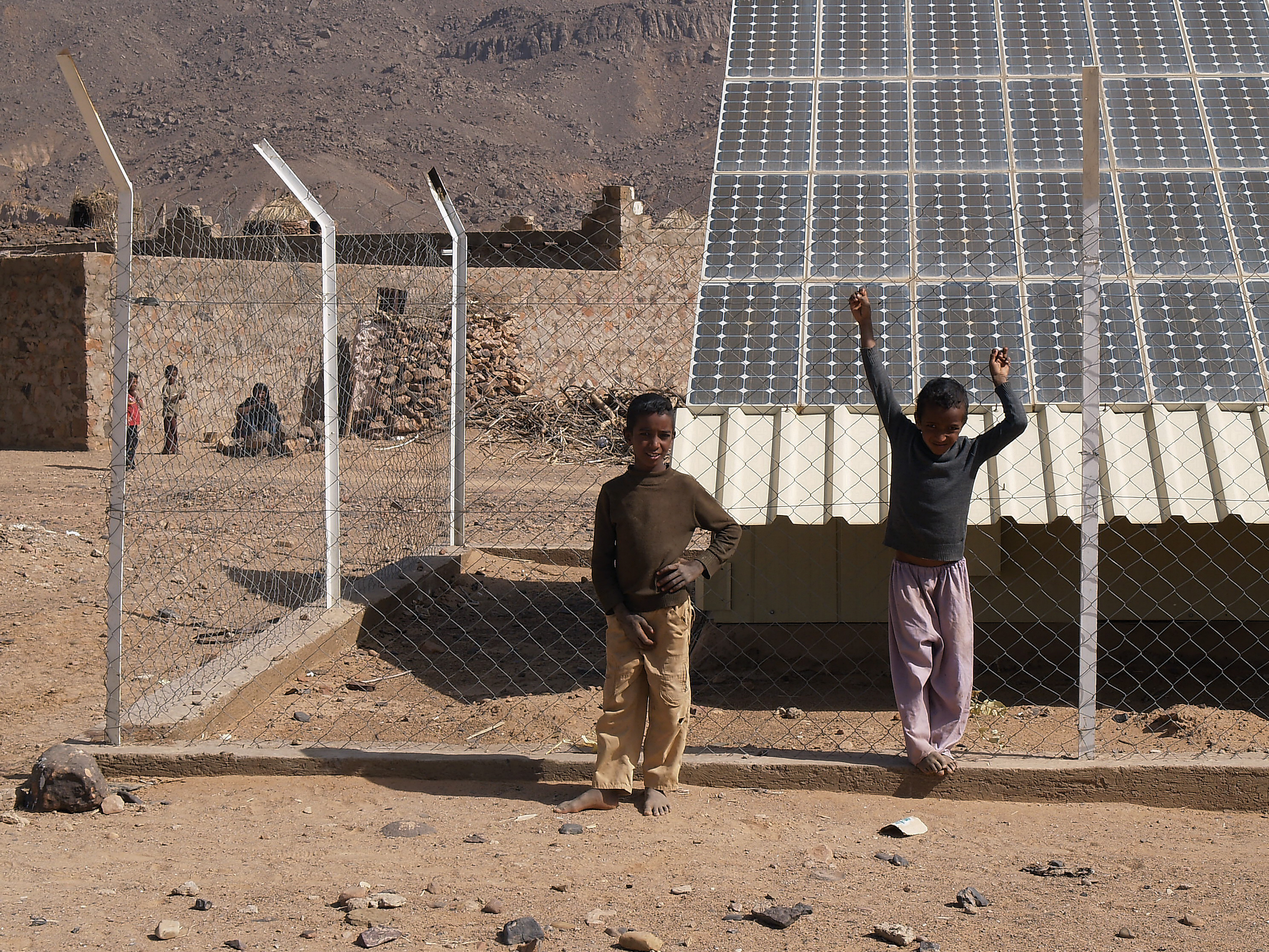
بداية الإستراتيجية الجزائرية حول الطاقات المتجددة.

يتم توليد الطاقة الكهربائية من الطاقة الشمسية بواسطة محركات ميكانيكية حرارية أو محولات فولتوضوئية، وتعرف هذه التقينات بنظم الطاقة الإيجابية، محوّلة الطاقة الشمسية إلى شكل آخر قد يلا يكون كهربائيا مثل تقطير وتطهير الماء ليكون صالحا للشرب، أو استغلال ضوء النهار، والماء الساخن، ودرجات الحرارة المرتفعة في أغراض صناعية، وحتى استخدام الطاقة الحرارية في الطهو أو تخزين الطاقة الحرارية للاستخدام لاحقا. وفي المقابل فإن نظم الطاقة السلبية تتضمن التقنيات التي تعتمد على استغلال الطاقة الشمسية عبر توجيه أحد المباني ناحية الشمس، واختيار المواد ذات الكتلة الحرارية المناسبة أو خصائص تشتيت الأشعة الضوئية، وتصميم المساحات التي تعمل على تدوير الهواء بصورة طبيعية.

### الخلايا الشمسية

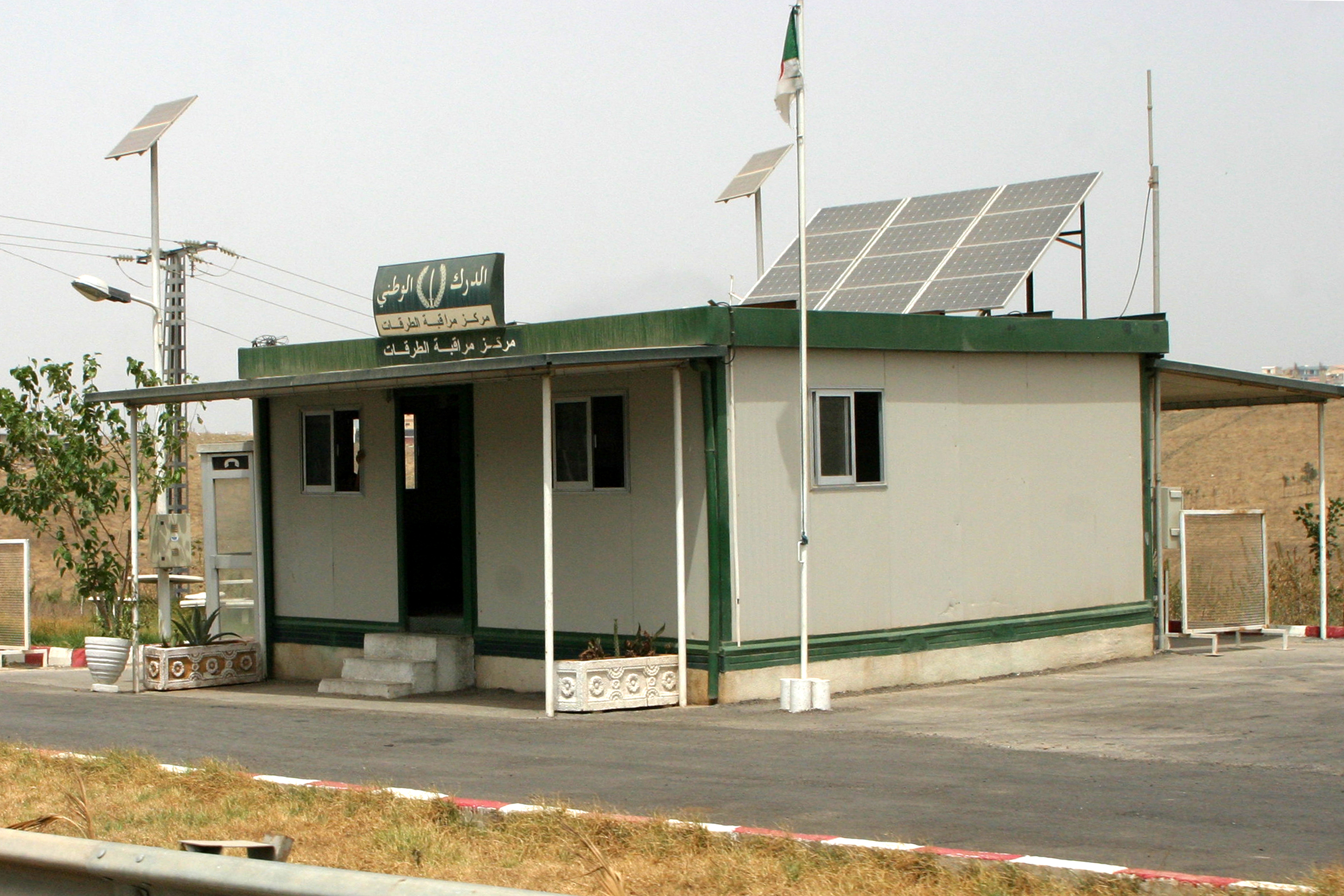
مركز مراقبة مزود الطاقة الشمسية.

الخلايا الشمسية عبارة عن محولات فولتضوئية، تقوم بتحويل ضوء الشمس المباشر إلى كهرباء، وهي نبائظ شبه موصلة وحساسة ضوئياً، محاطة بغلاف أمامي وخلفي موصل للكهرباء.
تطورت تقنيات كثيرة لإنتاج الخلايا الشمسية عبر عمليات متسلسلة من المعالجات الكيميائية والفيزيائية والكهربائية، على شكل متكاثف ذاتي الآلية أو عالي الآلية. كما تعددت مواد مختلفة لتصنيع الخلايا الشمسية، على هيئة عناصر كعنصر السيليكون، أو مركبات كمركب الجاليوم زرنيخ وكبريتيد الكادميوم وفوسفيد الأنديوم وكبريتيد النحاس وغيرها من المواد الواعدة لصناعة الفولتضوئيات.

#### أنواع الخلايا الشمسية التجارية

##### الخلايا الشمسية السيليكونية المتبلورة
تصنع هذه الخلايا من السيليكون عبر إنماء قضبان من السيليكون ثم يؤرب إلى رقائق وتعالج كيميائياً وفيزيائياً عبر مراحل مختلفة لتصل إلى خلايا شمسية. كفاءة هذه الخلايا عالية تتراوح بين 9 – 17 %. والخلايا السيليكونية أحادية التبلور غالية الثمن حيث صعوبة التقنية واستهلاك الطاقة، بينما الخلايا السيليكونية عديدة التبلور تعدّ أقل تكلفة من أحادية التبلور وأقل كفاءة أيضاً.

##### الخلايا الشمسية السيليكونية الأمورفية
مادة هذه الخلايا ذات شكل سيليكوني، حيث التكوين البلوري متصدع لوجود عنصر الهيدروجين أو عناصر أخرى أدخلت قصداً لتكسبها خواص كهربائية مميزة، وخلايا السيليكون الأمورفي زهيدة التكلفة مقارنة بخلايا السيليكون البلوري، حيث ترسب طبقة شريطية رقيقة باستعمال كميات صغيرة من المواد الخام.
تتراوح كفاءة خلايا هذه المادة ما بين 4 – 9 % بالنسبة للمساحة السطحية الكبيرة، وتزيد عن ذلك بقليل بالنسبة للمساحة السطحية الصغيرة وإن كان يتأثر استقرارها بالإشعاع الشمسي.

## طاقة الرياح
هي استخدام طاقة الرياح في تحريك الأشياء والاستفادة منها، ويتم تحويل حركة الرياح إلى شكل آخر من أشكال الطاقة سهلة الاستخدام، غالبا كهربائية وذلك باستخدام عنفات (مروحيات). تعدّ طاقة الرياح آمنة ومتجددة، وهي طاقة بيئية غير ملوثة لها. ويتجه العالم اليوم خصوصا بسبب ظاهرة الاحتباس الحراري والتلوث، إلى اعتماد مصادر طاقة متجددة كمصادر طاقة بديلة قصد التخفيف من استخدام الوقود الأحفوري. ولهذه الأسباب يسعى التقدم التكنولوجي إلى خفض تكلفة الطاقة المتجددة لتوسيع انتشارها.
والطاقة المنتجة من الرياح هي مصدر الطاقة المتجددة الأقل تكلفة والأكثر تبشيراً بالنجاح مقارنة بجميع المصادر الأخرى، ولكن طبيعته المتنوعة ـــ أي لأن الرياح لا تهب دوما ـــ تجعل قيام البحاثة بتحديد ما سيكون له من تأثير في أنظمة تحلية المياه وعمليات إنتاجها أمراً ليس ضرورياً.

### مميزات طاقة الرياح
مميزات طاقة الرياح أنها طاقة محلية متجددة ولا ينتج عنها غازات تسبب ظاهرة البيت الزجاجي أو ملوثات، مثل ثاني أكسيد الكربون أو أكسيد النتريك أو الميثان، وبالتالي فإن تأثيرها الضار بالبيئة طفيف. 95% من الأراضي المستخدمة كحقول للرياح يمكن استخدامها في أغراض أخرى مثل الزراعة أو الرعي، كما يمكن وضع التوربينات فوق المباني. أظهرت دراسة حديثة أن كل مليون كيلووات في الساعة من إنتاج طاقة الرياح السنوي يوفر من 440 إلى 460 فرصة عمل.

### تكنولوجيا استخدام الرياح لتوليد الطاقة الكهربائية
تكنولوجيا استخدام الرياح لتوليد الطاقة الكهربائية هي أسرع مصادر توليد الكهرباء الجديدة نمواً على الصعيد العالمي. ويتم إنتاج الطاقة من الرياح بواسطة محركات (أو تربينات) ذات ثلاثة أذرع تديرها الرياح، توضع على قمة أبراج طويلة، وتعمل كما تعمل المراوح، ولكن بطريقة عكسية، فبدل استخدام الكهرباء لإنتاج الرياح كما تفعل المراوح، تقوم هذه التوربينات باستعمال الرياح لإنتاج الطاقة.
وتتم العملية بأن تدير الرياح أذرع المحرك التي تدير بدورها أسطوانة العمود المتصلة بواسطة مجموعة تروس تشكل ناقل حركة لإدارة مولد كهربائي. وتستطيع التربينات الكبيرة الحجم المصممة لمؤسسات إنتاج الكهرباء للاستعمال العام، توليد ما بين 650 كيلو واط (ويعادل الكيلو واط ألف واط) و1.5 ميجاواط (والميجاواط يساوي مليون واط). وتستخدم المنازل ومحطات الاتصالات عن بعد ومضخات الماء تربيناً واحداً صغيراً لا يزيد إنتاجه عن 100 كيلو واط كمصدر لطاقتها، خاصة في المناطق النائية التي لا توجد فيها شركات توليد وتوزيع طاقة للاستعمال العام.

## الطاقة المائية
الطاقة المائية هي أيضا نوع من أنواع الطاقة المتجددة، حيث يتم استخدام الطاقة الحركية للمياه الجارية في تحريك عنفات متصلة بمولد كهربائي يدور معها وسط مجال مغناطيسي فيتم بذلك توليد الكهرباء.
يوجد عدة طرق لتوليد الطاقة الكهربائية من الطاقة الحركية للمياه، منها:
- توليد الكهرباء من طاقة الوضع للمياه: حيث يتم الاستعانة بمضخات لرفع المياه إلى مستوى معين عندما يوجد فائض في الإنتاج الكهربائي العادي، وتحفظ عند هذا المستوى. وعندما يصبح الطلب على الكهرباء في أوقات الذروة أكثر من القدرة الانتاجية لمحطة الكهرباء، يتم إنزال الماء الذي كان محفوظا على مستوى مرتفع بكميات محددة عبر أنابيب إلى أن تصل إلى عنفة متصلة بمولد كهربائي، فتقوم بتدويرها وتدوير المولد ويتم إنتاج الكهرباء (يمكن تشبيه هذه الطريقة نوعا ما بالبطارية، حيث يتم تخزين الطاقة واسترجاعها عند الحاجة اليها)
- توليد الكهرباء من الطاقة الحركية للانهار: يتم استغلال الطاقة الحركية للانهار في تحريك عنفات مرتبطة بمولد كهربائي وبهذا تتولد الكهرباء. (هذه الطريقة تولد كهرباء غير منتظمة، لذلك يتم استخدام السدود لتحديد كمية الماء العابر من العنفات وبذلك تحديد كمية الكهرباء المنتجة).

## الطاقة الحيوية
هي تجميع الغازات المنبعثة من المخلفات النباتية، كالاشجار والخضار وبقايا مخلفات قصب السكر، وغيرها من المخلفات التي تقوم بالانبعاث، واصدار غازات منها الميثان الذي يتم تجميعه ويستخدم لاحقا في تطبيقات عديدة، منها تشغيل محطات الطاقة الكهربائية بواسطة حرقه مثله مثل الغاز الطبيعي الأحفوري المستخرج من باطن الأرض.

## الطاقة الأرضية
طاقة الحرارة الارضية (Geothermal energy)، هي استغلال الحرارة المنبعثة من باطن الأرض وتسخيرها لتسخين الماء، الذي بدوره يقوم بتدوير عنفات لتوليد الطاقة الكهربائية. كما تُستَعمَل كذلك في تدفئة المنازل بالمناطق الباردة. وتعتبر إحدى أهم وأكثر الوسائل لإنتاج الطاقة منها نظرا لاستمراريتها. ومن أهم الدول التي تعتمد على هذا النوع من الطاقة آيسلندا.

## مميزات الطاقة المتجددة
- متوفرة في معظم دول العالم.
- لا تلوث البيئة، وتحافظ على الصحة العامة للكائنات الحية.
- اقتصادية في كثير من الاستخدامات.
- ضمان استمرار توافرها وتواجدها.
- تستخدم تقنيات غير معقدة.
- لا تنفد وتتجدد بأستمرار.
- لا تساهم في الانبعاثات الغازية الملوثة للبيئة.
- التقليل من الانبعاثات الحرارية الناتجة عن توليد الطاقة.

## اتجاهات السوق والصناعة
تؤدي الطاقة المتجددة دورًا أكثر فعالية في توفير الوظائف من الفحم أو النفط في الولايات المتحدة الأمريكية. في 2016، ازداد التوظيف في القطاع بنسبة 6% في الولايات المتحدة في حين انخفض في قطاع النفط والغاز بنسبة 18%. عالميًا، توظف الطاقات المتجددة نحو 8.1 مليون شخص (2016).

### نمو الطاقات المتجددة
منذ نهاية 2004، نمت القدرة العالمية للطاقات المتجددة بمعدلات 10-60% سنويًا في العديد من التقنيات. في 2015 ارتفع الاستثمار العالمي في الطاقات المتجددة بنسبة 5% إلى 285.9$ بليون دولار، كاسرًا الرقم القياسي السابق البالغ 278.5$ بليون دولارًا في 2011. كانت 2015 أيضًا أول سنة تشكل فيها الطاقات المتجددة، باستثناء المنشآت الكبيرة للطاقة الكهرومائية، معظم كل القدرات الجديدة لتوليد الطاقة الكهربائية (134 غيغاواط، ما يشكل 54% من الإجمالي). من بين الطاقات المتجددة، شكلت الرياح 72 غيغاواط، والخلايا الضوئية الجهدية الشمسية 56 غيغاواط؛ وكلاهما من الأرقام القياسية، وأكبر بكثير من أرقام عام 2014 (49 غيغاواط و45 غيغاواط على التتالي). على الصعيد المالي، شكلت الطاقة الشمسية 56% من الاستثمارات الجديدة الإجمالية وطاقة الرياح 38%.
في 2014، توسعت قدرة توليد الطاقة بواسطة الرياح بنسبة 16% وصولًا إلى 369,553 ميغاواط. ينمو إنتاج الطاقة السنوي بواسطة الرياح أيضًا بشكل متسارع وقد وصل إلى نحو 4% من استخدام الكهرباء في العالم، 11.4% في الاتحاد الأوروبي، وهو يستخدم بشكل واسع في آسيا والولايات المتحدة الأمريكية. في 2015، ازدادت القدرة العالمية المركبة من الخلايا الضوئية الجهدية إلى 227 غيغاواط، ما يكفي لتزويد العالم بنسبة 1 بالمئة من الاحتياج الكهربائي العالمي. تعمل محطات الطاقة الشمسية الحرارية في الولايات المتحدة الأمريكية وفي إسبانيا، وفي عام 2016، فإن أكبرها منظومة إيفّانبّاه لتوليد الكهرباء من الطاقة الشمسية في كاليفورنيا باستطاعة 392 ميغاواط. أكبر منشأة طاقة أرضية (جيوحرارية) في العالم هي الغيزرز في كاليفورنيا، بقدرة اسمية 750 ميغاواط. للبرازيل أحد أكبر برامج الطاقات المتجددة في العالم، ويشمل إنتاج وقود الإيثانول من قصب السكر، ويوفر الإيثانول اليوم 18% من وقود السيارات في البلاد. يتوفر وقود الإيثانول على نطاق واسع في الولايات المتحدة الأمريكية.
في عام 2017، شكلت الاستثمارات في الطاقة المتجددة 279.8$ بليون دولار أمريكي حول العالم، شكلت منها الصين 126.6$ بليون دولار، أو 45% من الاستثمارات العالمية، والولايات المتحدة الأمريكية 40.5$ بليون دولار أمريكي، والاتحاد الأوروبي 40.9$ بليون دولار أمريكي. خلصت نتائج مراجعة حديثة للأدبيات المكتوبة في المجال إلى أنه مع بدء باعثات غازات الدفيئة الزجاجية بتحمل مسؤولية الأضرار الناتجة عن انبعاثات غازات الدفيئة التي تسبب التغير المناخي، فإن رفع قيمة تخفيف الأعباء البيئية سيؤدي إلى حوافز قوية لاستخدام تقنيات الطاقات المتجددة.
في العقد 2010-2019، بلغت الاستثمارات العالمية في قدرات الطاقة المتجددة باستثناء المنشآت الكبيرة للطاقة الكهرومائية ما مقداره 2.7$ ترليون دولارًا أمريكيًا، ساهمت منها الصين بمبلغ 818$ بليون دولار، والولايات المتحدة ساهمت بمقدار 392.3$ بليون دولار، واليابان ساهمت بمقدار 210.9$ بليون دولار، وألمانيا ساهمت بمقدار 183.4$ بليون دولار، والمملكة المتحدة ساهمت بمقدار 126.5$ بليون دولار. كان هذا ازديادًا بأكثر من ثلاثة أضعاف، وربما أربعة أضعاف، من الكمية المكافئة المستثمرة في عقد 2000-2009 (لا توجد بيانات عن فترة 2000-2003).
وفي عام 2023 أكثر من 60 دولة أعلنت دعمها لاتفاق بقيادة الاتحاد الأوروبي والولايات المتحدة والإمارات في مسعى لزيادة الطاقة المتجددة إلى ثلاثة أمثال هذا العقد والتحول عن استخدام الفحم.

#### الإسقاطات المستقبلية
تأخذ تقنيات الطاقة المتجددة بالرخص، عن طريق التغير التقني ومن خلال منافع الإنتاج الكبير والمنافسة في السوق. وجد تقرير صادر عام 2018 عن الوكالة الدولية للطاقة المتجددة (إيرينا) أن تكاليف الطاقة المتجددة تهبط بشكل سريع، وستصبح على الأرجح مساويةً لكلفة الطاقات غير المتجددة كالوقود الأحفوري أو أرخص منها بحلول 2020. وجد التقرير أن تكاليف الطاقة الشمسية انخفضت بنسبة 73% منذ 2010، والعنفات الريحية على اليابسة انخفضت تكاليفها بنسبة 23% في نفس الفترة الزمنية.
ولكن الإسقاطات الحالية المتعلقة بالكلفة المستقبلية للطاقات المتجددة تختلف. تنبأت إدارة معلومات الطاقة في الولايات المتحدة الأمريكية بأن نحو ثلثي الإضافات الصافية لقدرات الاستطاعة الكهربائية ستأتي من المصادر المتجددة بحلول 2020 بسبب الفوائد المركبة لسياسات التلوث المحلي، وإزالة الكربون، والتنويع الطاقي.
وفقًا لتقرير صادر عام 2018 عن بلومبيرغ نيو إينيرجي فاينانس، فإن طاقة الرياح والطاقة الشمسية يتوقع أن تولد نحو 50% من الاحتياجات الطاقية للعالم بحلول 2050، في حين يتوقع أن تهبط محطات توليد الكهرباء العاملة على الفحم إلى 11% فقط. الطاقة الكهرومائية والكهرباء الجيوحرارية المنتجة في المواقع المحبذة هي الآن أرخص الطرق لتوليد الكهرباء. تستمر تكاليف الطاقة المتجددة في الانحدار، وتنحدر التكلفة المسواة للكهرباء في حالة طاقة الرياح، وطاقة الخلايا الضوئية الجهدية الشمسية، والطاقة الشمسية المركزة، وبعض تقنيات الكتلة الحيوية. الطاقة المتجددة أيضًا أكثر الحلول اقتصاديةً للاستطاعات الجديدة المربوطة على الشبكة في المناطق ذات المصادر الجيدة للطاقة. ومع انحدار سعر الطاقة المتجددة، تزداد تطبيقاتها المجدية اقتصاديًا. غالبًا ما تكون تقنيات الطاقة المتجددة اليوم أكثر الحلو اقتصاديةً لتوليد الاستطاعة الكهربائية. وحيثما كان «التوليد العامل على النفط المصدر السائد لتوليد الطاقة الكهربائية (كما هو الحال على الجزر، والنظم المفصولة عن الشبكة، وفي بعض البلدان) فإن هناك حلًا أقل كلفة من حلول الطاقات المتجددة يوجد اليوم تقريبًا في كل الحالات». نمذجت سلسلة دراسات أجراها المختبر الوطني للطاقة المتجددة في الولايات المتحدة الأمريكية «الشبكة في غرب الولايات المتحدة الأمريكية في ظل عدة سيناريوهات مختلفة شكلت فيها الطاقات المتجددة 33 بالمئة من الاستطاعة الكلية». في هذه النماذج، نتج عن عدم كفاءة تدوير محطات الوقود الأحفوري للتعويض عن التباين في طاقة الرياح والطاقة الشمسية كلفة إضافية «بين 0.47$ و1.28$ لكل ميغاواط ساعي مولد»؛ ولكن التوفير في كلفة الوقود الموفر «يبلغ حتى 7$ بليون دولارًا، ما يعني أن التكاليف المضافة، على الأكثر، اثنان بالمئة من التوفير».

### الطلب
في يوليو 2014، أقام الصندوق العالمي للطبيعة ومعهد الموارد العالمية حوارًا بين عدد من الشركات الكبرى في الولايات المتحدة الأمريكية التي أعلنت عن نيتها بزيادة استخدام الطاقة المتجددة. عرفت هذه الحوارات عددًا من «المبادئ» التي اعتبرتها الشركات التي تبحث عن وصول أوسع للطاقة المتجددة أهدافًا مهمة للسوق. شملت هذه المبادئ الاختيار (بين الموردين وبين المنتجات)، وتنافسية التكلفة، والموارد الأطول أمدًا ذات السعر الثابت، وإتاحة وسائل تمويل طرف ثالث، والتعاون.
ذكرت إحصاءات المملكة المتحدة الصادرة في سبتمبر 2020 أن «نسبة الطلب التي حققتها الطاقات المتجددة تتراوح بين حد أدناه 3.4 بالمئة (للنقل، بشكل أساسي باستخدام الوقود الحيوي) لحدود عليا تفوق 20 بالمئة «لمستخدمين نهائيين آخرين»، وهم بشكل كبير قطاع الخدمات والقطاعات التجارية التي تستهلك كميات كبيرة نسبيًا من الكهرباء، والصناعة».
في بعض المواقع، يمكن للبيوت الفردية أن تختار شراء الطاقة المتجددة عن طريق برنامج طاقة خضراء للمستهلك.

## اقرأ أيضًا
- شبكة حرارية مارستال
- محطة ضخ وتخزين الطاقة الكهرومائية
- فيستاس (شركة)
- الهدف الإلزامي للطاقة المتجددة
- انبعاثات غازات الدفيئة من أستراليا